# Vrah se skrývá v poli
Vrah se skrývá v poli je název 10. epizody československého detektivního seriálu Třicet případů majora Zemana z roku 1975. Podtitul názvu tohoto dílu je „Rok 1953“ a jako ve všech dílech i zde hlavního hrdinu, příslušníka SNB Jana Zemana, ztvárnil Vladimír Brabec. Jeho hlavním „protihráčem“ je bezejmenný imperialistický agent označovaný jen jako „kapitán“, kterého ztvárnil Jiří Němeček.
Příběh je inspirován tzv. případem Babice z července 1951, který má převyprávět a interpretovat v pro vládnoucí komunistický režim příznivém světle. Odehrává se v obci s názvem Plánice v roce 1953.

## Rozdíly mezi reálnými skutečnostmi v případu Babice a vyfabulovanými v dílu seriálu („případu Plánice“)
- Ve skutečnosti byli kněz (R. D. Jan Bula, nespravedlivě popraven ve 31 letech), který budoucího atentátníka Ladislava Malého ukrýval (což je však pouze seriálová zápletka, Bula s Malým ve skutečnosti nespolupracoval), a Malý vrstevníci (v seriálu je kněz výrazně starší), byli dokonce spolužáky z gymnázia.
- Atentátník (Ladislav Malý) získal u kněze Buly útočiště pod záminkou, že přepravuje internovaného arcibiskupa Berana, který se chce před nuceným odjezdem ze země ještě vyzpovídat, na rozdíl od toho v seriálu je azyl získán díky tomu, že kněz měl kdysi gestapu vyzradit úkryt otce Blanky, tedy prostřednictvím vydírání kněze, umožněném jeho slabostí.
- Není doloženo, že atentátník Malý prodělal výcvik CIC v Bavorsku. Je možné, že ho atentát přiměla provést StB jako provokaci, nebo že jej provedl na vlastní pěst.[zdroj⁠?!]
- Ve skutečnosti bylo v souvislosti s touto kauzou odsouzeno 107 lidí, z toho 11 k trestu smrti (v seriálu je odsouzen jen starý plánický kněz, který není popraven, ale později propuštěn, jak vidíme v epizodě Štvanice, situované do roku 1968, kdy kněz žádá svou rehabilitaci); ve skutečnosti byli v souvislosti s babickým případem kromě Jana Buly, kterého v seriálu ztvárnil Ota Sklenčka, souzeni ještě nejméně dva kněží – František Pařil a Václav Drbola; všichni tři byli odsouzeni k trestu smrti a v letech 1951–1952 popraveni.[1]
- Ve skutečnosti byli zastřeleni tři muži a jeden postřelen (v seriálu čtyři), ve skutečnosti na chodbě školy (v seriálu přímo ve třídě).

## Charakteristika epizody
- V seriálu je buzen dojem, že motivací Malého k činu je jeho osobní psychopatologická potřeba satisfakce („abych moh udělat něco velkýho, celýho, aby viděli, že voni sou halbmenschi, a že existujou větší podniky, než je ten jejich“).
- Funkcionáři MNV musejí v seriálu čelit nezájmu místních (na předchozí, ani na osudnou schůzi nikdo nepřijde).
- Druhým atentátníkem je v seriálu morálně zdiskreditovaná postava – hajný Bosák, který, jak se později ukáže, za války udal jistého člověka za ukrývání majetku, ten v koncentračním táboře nakonec zemřel na tyfus (svého syna, který navíc patrně na vysoké škole zpronevěřil peníze, přinutí Bosák k účasti na neúspěšném atentátu na předsedu MNV Mutla u něj doma).
- Při zatýkání atentátníků v poli byl Ladislav Malý podle oficiálních zdrojů zastřelen, podle jiných zdrojů se ale odplížil do auta SNB, které ho odvezlo, mrtvola muže, která byla vydávána za Malého, se mu údajně podle očitých svědků nepodobala.
- Eman Zahradník, bývalý kulak, který si z komunismu utahuje tím, že opilý hraje na harmoniku komunistické písně, vysvětlí to, že je (podle vlastních slov) „lump“ (opilec a výtržník) proto, protože „doma mu nic nedávali, všechno se muselo prodat ve prospěch gruntu“ – proto začal grunt nenávidět (a pít).
- Seriál vyvíjí na diváka emoční tlak: předseda místní organizace KSČ se se svou ženou před osudnou schůzí udobří, vzájemně si řeknou, že se milují; Zemanův nadřízený, plukovník Kalina, je pod tlakem revizionistů v roce 1968 (epizoda Štvanice) vyhozen ze zaměstnání a pravděpodobně zejména v důsledku této události dostane infarkt a jeho zdravotní stav už se nezlepší, Kalina posléze umírá.

## Citát
Karel Mutl (hraje ho Petr Oliva) se nakonec rozhodne „správně“, v zájmu rozvoje socialistické obce. Jeho průhledně agitační řeč hrající na city těsně před osudným okamžikem atentátu:
„Já mám svý řemeslo hrozně rád, a nikdy, a za nic bych vod něho nevodešel. Jenomže tady v Plánici se stalo něco, co už se u nás nikdy a nikde nesmí opakovat. Mezi lidma se začalo pochybovat, kdo je tu vlastně pánem… Jestli lidi, družstevníci, my, komunisti, nebo pár gaunerů, který tu začali běhat po nocích a střílet. A tak jsem si řek, že… Zkrátka – Já se ve fabrice rozloučim… vrátim jim ten degret na byt… a zůstanu tady. A… tu funkci… předsedy JZD… tady po Honzovi beru.“
– Nato do místnosti vpadnou tři atentátníci v černých pláštích s šátky přes obličej a všechny čtyři přítomné postřílejí.